# Pola Dmochewicz
Pola Aleksandra Dmochewicz (ur. 4 czerwca 1997) – polska koszykarka występująca na pozycjach niskiej lub silnej skrzydłowej, od 2018 zawodniczka MKS-u Pruszków.

## Osiągnięcia
Stan na 4 maja 2024, na podstawie, o ile nie zaznaczono inaczej.

### Drużynowe

#### Seniorskie
5x5
- Mistrzyni I ligi (2022 – awans do EBLK)[3]
- Wicemistrzyni I ligi (2021)

#### Młodzieżowe
3x3
- Halowa mistrzyni Polski 3x3 U–23 (2019)[4]

### Reprezentacja
5x5
- Uczestniczka mistrzostw Europy U–20 (2017 – 10. miejsce)

3x3
- Uczestniczka rozgrywek FIBA 3x3 U–23 Nations League (2019)